# Три богатирі та морський цар
«Три богатирі та Морський цар» (рос. Три богатыря и Морской царь) — російський повнометражний анімаційний фільм студії «Мельница», сьомий мультфільм з циклу «Три богатирі». Стрічка вийшла в прокат в Росії 1 січня 2017 року. В Україні стрічка в прокат не виходила.

## Сюжет
З часів останнього подвигу трьох богатирів пройшло близько півроку. За цей час вони почали ставати посміховиськом для киян. Настасья Пилипівна навіть заявила, що йде від Добрині Микитовича, так як він не цінує її. За порадою вірного друга Змія Горинича названі брати вирішили злітати в Китай за зубом його далекого родича, який нібито може повернути їм колишню силу.
В цей час в Києві князь отримав від Юлія книгу про скарби Морського царя і захотів роздобути їх. Вони з боярином Антипом відправляються на кораблі в подорож. Команда дістає золото, але в результаті помсти Морського царя і бунту на кораблі воно йде назад під воду, а князя і Антипа висаджують в шлюпку. Вони пливуть прямо до Києва, ще не знаючи, що його затопив Морський цар, який бажає одружитися по любові. Настасья разом з подругами стали русалками...

## Персонажі
- Ілля Муромець — найсильніший богатир.
- Добриня Микитич — богатир.
- Альоша Попович — наймолодший богатир.
- Гай Юлій Цезар (або просто Юлій) — кінь Альоші Поповича, який вміє говорити.
- Змій Горинич — друг богатирів.
- Дружини богатирів: Любава (дружина Альоші), Оленка (дружина Іллі) та Настасья Пилипівна (дружина Добрині).
- Морський цар (Едуард) — правитель підводного царства і володар скарбів.
- Брунгільда — великий восьминіг жіночої статі, помічниця і подруга дитинства Морського царя.
- Мара — тітонька Морського царя.
- Горацій — рибка і за сумісництвом секретар Морського царя.

## Ролі озвучували
- Сергій Маковецький — Князь Київський
- Дмитро Висоцький — Кінь Юлій
- Олег Куликович — Альоша Попович
- Валерій Соловйов — Добриня Микитич
- Дмитро Биковський-Ромашов — Ілля Муромець
- Сергій Русскін — Едуард, морський цар
- Олена Шульман — Настасья
- Лія Медведєва — Любава
- Марія Цвєткова-Овсяннікова — Оленка